# NGC 714

NGC 714

NGC 714 في الفهرس العام الجديد، هي مجرة، تقع في كوكبة المرأة المسلسلة. اكتشفت في 28 أكتوبر 1850 بواسطة هاينريش لويس دريست.

## روابط خارجية
- NGC 714 على موقع ويكي سكاي: DSS2, SDSS, GALEX, IRAS, Hydrogen α, X-Ray, Astrophoto, Sky Map, Articles and images